# Abraxas taiwanensis
Abraxas taiwanensis là một loài bướm đêm trong họ Geometridae.

## Hình ảnh

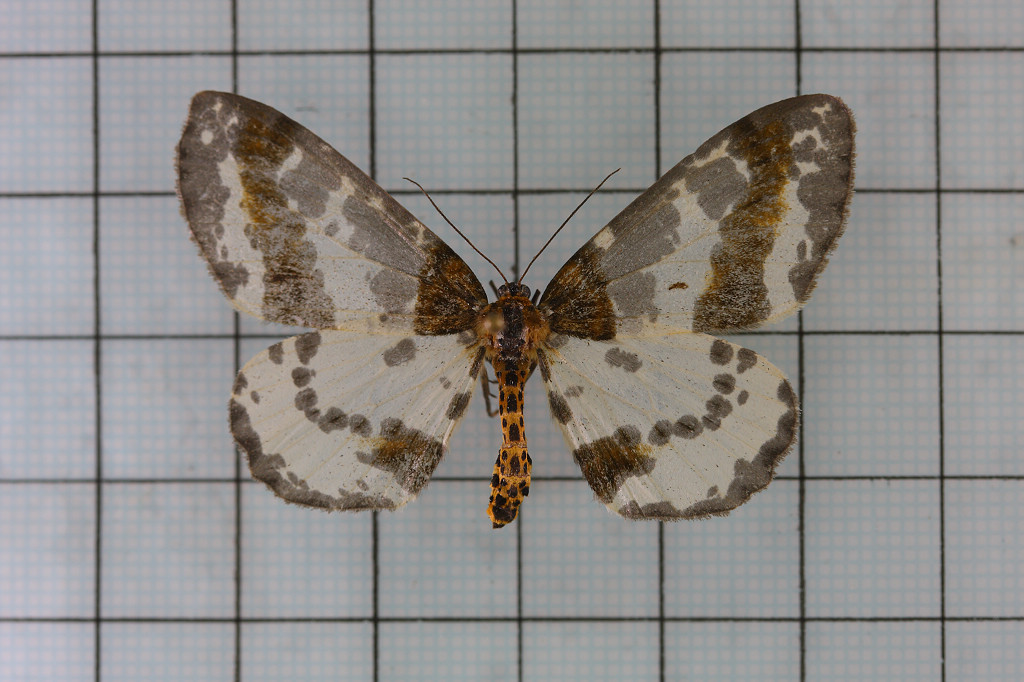